# Ивановское (село, Дмитровский городской округ)

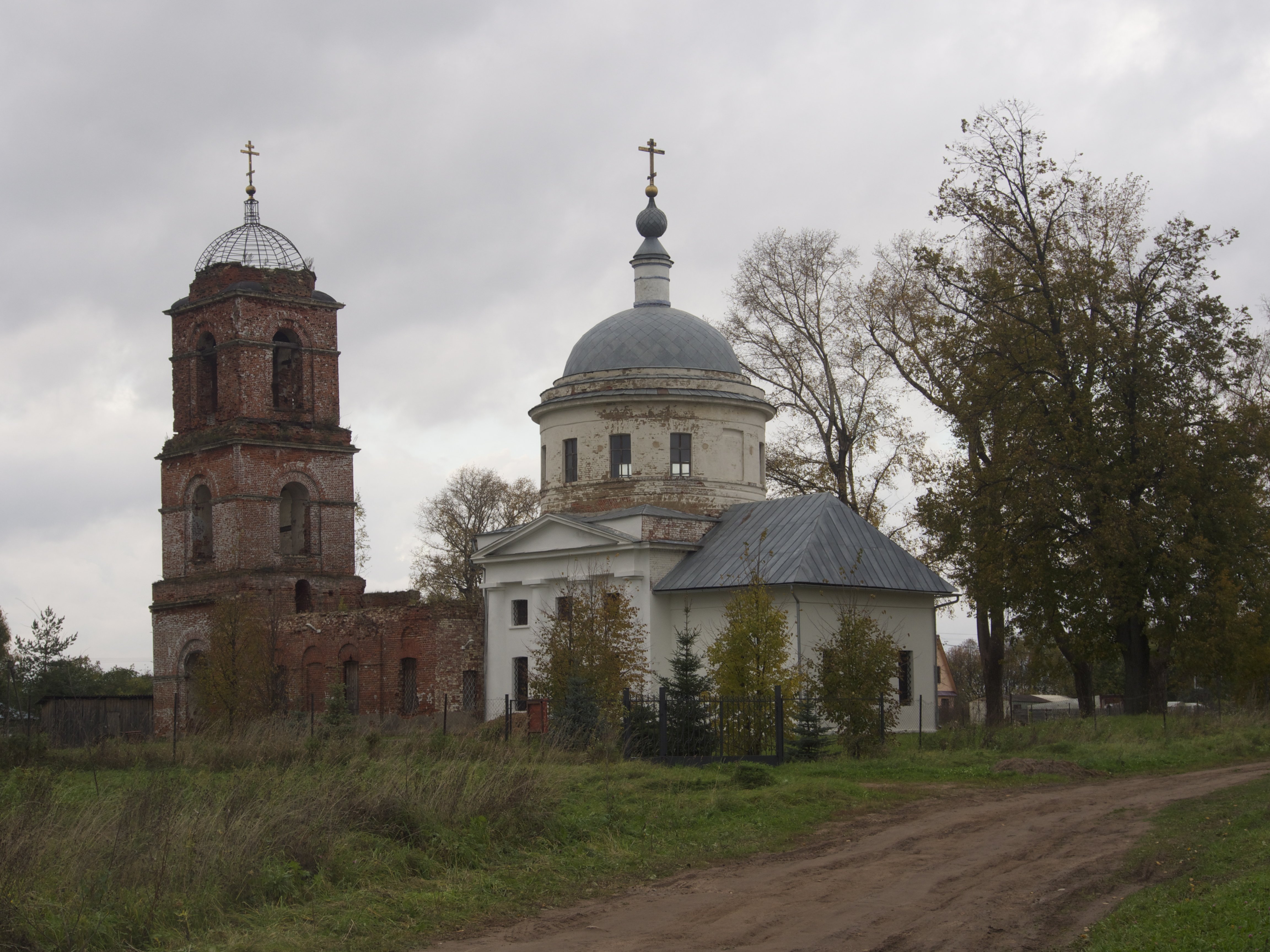
Церковь иконы Всех скорбящих радость. 2016 г.

Ивановское — село в Дмитровском районе Московской области России. До 2018 года находилось в составе сельского поселения Большерогачёвское.  До 1958 года — центр Ивановского сельсовета. Население — 38 чел. (2010).
В селе действует церковь иконы Всех скорбящих радость (первоначально Георгия Победоносца) 1836 года постройки, приписываемая архитектору Фёдору Михайловичу Шестакову.
В селе работает почтовое отделение, есть магазин хозяйственно-строительных товаров.

## Расположение

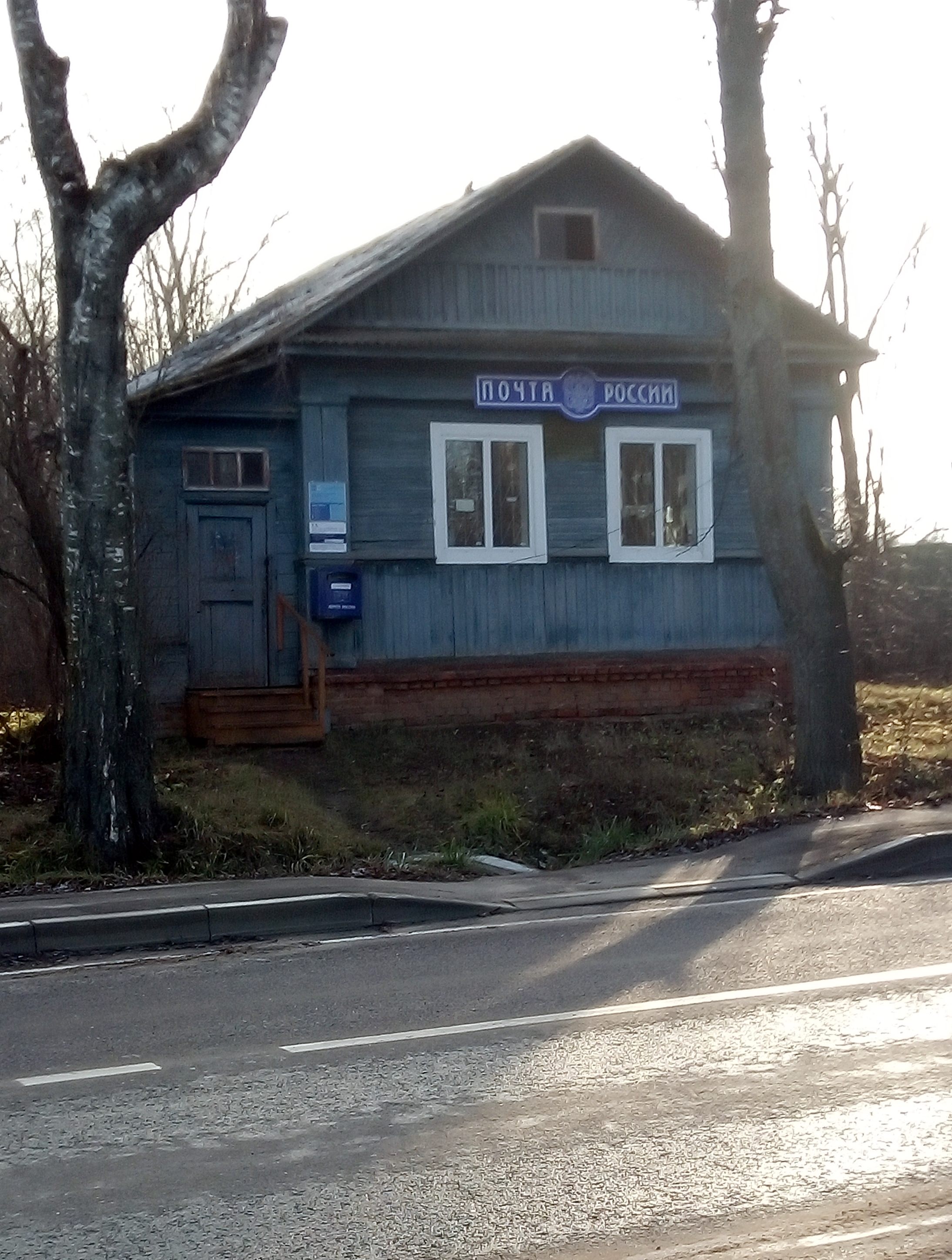
Почта

Село расположено в западной части района, примерно в 25 км западнее Дмитрова и в 6 км южнее Рогачёво, высота центра над уровнем моря — 183 м. Ближайшие населённые пункты — Поповское на северо-востоке, Бестужево на востоке и Аревское на западе. 
Через село проходит региональная автодорога Р113 Рогачёвское шоссе. Автобусная остановка Ивановское, на которой останавливается автобус № 50 из Лобни.

## История
Дмитровский князь Пётр Дмитриевич между концом XIV — началом XV века жертвует Николо-Пешношскому монастырю село Ивановское вместе с другими сёлами и прилегающими деревням. 
В Ивановский церковный округ входили: село Ивановское, деревни Бестужево, Назарово, Гаврильцево, Чайниково, Попиха, Новоселки, Худякино, Бородино, Чёрная и Большое Теляшево.
В 1764 году после секуляризационной реформы село переходит в ведение государственной Коллегии экономии. 
Согласно Всесоюзной переписи 1926 года в селе Ивановское Рогачёвской волости Дмитровского уезда Московской губернии проживало 153 мужчины, 210 женщин (363 человека) в 81 крестьянских хозяйствах. В селе располагались сельсовет и школа. 
В первые годы советской власти образование Ивановского сельсовета. В 1958 году село вошло в состав Большерогачёвского сельсовета.
В 1994—2006 годах Ивановское входило в состав Большерогачёвского сельского округа.

## Население
| 2002 | 2006 | 2010 |
| ---- | ---- | ---- |
| 56   | ↘38  | →38  |